# Луців Андрій Зенонович
Андрі́й Зено́нович Лу́ців (11 грудня 1978 — 21 червня 2017) — боєць Української Добровольчої Армії; учасник російсько-української війни.

## Короткий життєпис
Народився 1978 року в місті Борислав (Львівська область). 1994 року закінчив 9 класів Бориславської СШ № 5; 1997-го — дрогобицьке СПТУ-15, здобув професію «Слюсар-електрик з ремонту побутових машин та приладів»
З вересня 2011 по червень 2012 року навчався у Бориславському професійному ліцеї за професією електрогазозварник. До війни працював таксистом, згодом — в охороні.
Активний учасник Революції Гідності. З початком війни — доброволець 8-го окремого батальйону «Аратта» УДА. Андрій Луців і Володимир Іваник були товаришами, разом пішли на фронт, воювали у Пісках та ДАП, у Широкиному.
21 червня 2017 року загинув у бою поблизу міста Авдіївка, внаслідок прямого влучення ворожого танку. Двоє бійців УДА загинули — Андрій Луців і Володимир Іваник, ще двоє зазнали численних осколкових поранень та опіків — голова ГО «Дія» Борислава Тарас Блюм та Олександр Шелудько.
Після прощання у Львові похований у Бориславі 27 червня 2017-го.
Без Андрія лишились батьки дружина та донька.

## Нагороди
- У 2021 році нагороджений орденом «За мужність» III ступеня (посмертно)[1]
- Нагороджений медаллю «За оборону Авдіївки» (посмертно)
- Нагороджений відзнакою УДА «За участь у бойових операціях УДА» (посмертно)
- На фасаді будівлі ЗОШ № 5 міста Борислав відкрито меморіальну дошку честі Андрія Луціва
- 25 січня 2018 року рішенням Бориславської міської ради надано звання «Почесний громадянин Борислава» (посмертно)[2].